# Анхвала
Анхвала — село в Ботлихском районе Дагестана. Входит в состав сельского поселения Шодродинский сельсовет. Анклав на территории Бабаюртовского района.

## Географическое положение
Расположено на территории Бабаюртовского района, в 12 км к северо-востоку от села Бабаюрт.

## История
Образовано Указом ПВС ДАССР от 17.08.1989 года на базе кутана колхоза имени Жданова (ныне колхоз «Шодродинский»).

## Население
| 2002 | 2010 | 2021 |
| ---- | ---- | ---- |
| 137  | ↗307 | ↘82  |